# Lepus comus
Lepus comus (Заєць юньнаньський) — вид ссавців ряду Зайцеподібні.

## Поширення
Країни проживання: Китай (Гуйчжоу, Сичуань, Юньнань), М'янма. Він знаходиться на Юньнань-Гуйчжоу плато на висоті 1,300-3,200 м.  

## Поведінка
Харчуються в основному травами.
Дає 2—3 виводки на рік по 1—4 дитинчат у кожному.

## Морфологічні ознаки
Це невелика тварина з масою тіла від 1,5 до 2,5 кілограма. Хутро сіро-коричневе зверху і з боків.